# برلین، الکساندرپلاتس
برلین الکساندرپلاتس( آلمانی: [bɛʁˈliːn ʔalɛkˈsandɐˌplats] ) یک رمان نوشته آلفرد دوبلین است که در سال ۱۹۲۹ منتشر شد. این کتاب یکی از مهم‌ترین و بدیع‌ترین آثار جمهوری وایمار است.  در یک نظرسنجی در سال 2002 از 100 نویسنده مشهور، این کتاب در میان ۱۰۰ کتاب برتر تمام دوران نامگذاری شد.  این کتاب یکی از سه رمانی است که با محوریت شهر نوشته شده است. از کتاب برلین الکساندر پلاتس، مینی‌سریالی توسط کارگردان آلمانی راینر ورنر فاسبیندر ساخته شده است. برهان قربانی کارگردان مهاجر افغانستانی نیز در سال ۲۰۲۰ از این کتاب فیلمی با همین نام ساخته است.

## خلاصه
داستان درباره یک قاتل به نام فرانتس بیبرکوپف است که تازه از زندان آزاد شده است. وقتی دوستش فاحشه‌ای را که بیبرکف به عنوان لنگر به او تکیه کرده بود، می‌کشد، متوجه می‌شود که نمی‌تواند خود را از دنیای زیرینی که در آن غرق شده است نجات دهد. او باید با بدبختی، کمبود فرصت ها، جنایت و صعود قریب الوقوع نازیسم مقابله کند. در طول مبارزه او برای زنده ماندن در برابر همه شانس ها، زندگی با یک غافلگیری غیرقابل پیش بینی به او پاداش می دهد اما با ادامه داستان شادی او دوام نخواهد آورد.

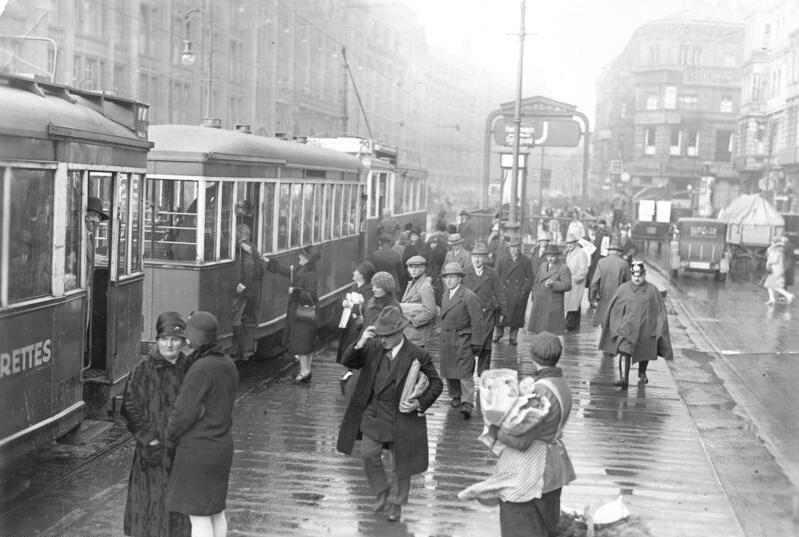
الکساندر پلاتز در سال 1928